# Surprise (voilier)
Pour les articles homonymes, voir Surprise (homonymie).
Le Surprise est une classe de voilier de série, de croisière côtière rapide, un day-boat à vocation sportive.

## Historique et description[1]
Le Surprise, a subi plusieurs évolutions depuis sa création en 1976. Il a été dessiné par Michel Joubert. Son but était de proposer un dayboat rapide et familial. Les premières unités navigueront sur le Lac Léman avant d'occuper tous les plans d'eau d'Europe. Plus de 1500 unités naviguent aujourd'hui, entre balades et régates. La classe est très active.
Les dernières modifications datent de 2000. Le bateau n'a jamais changé de carène, monotypie oblige. Les dernières versions ont vu leur tableau arrière s'ouvrir et son cockpit se moderniser légèrement. 
Son succès a conduit son fabricant Archambault, à lancer le Grand Surprise quelques années plus tard.
Doté d'un cockpit confortable pour un bateau de cette taille, il est adapté à différents types de régates, de la course côtière au match racing.
En fonction des préférences de l'acheteur, il peut être gréé en 7/8e (spi de 45 m2) ou en version « lac » (spi en tête de 65 m2), disposer d'une quille fixe, d'une quille relevable, d'une double quille ou bien d'une dérive pivotant dans une quille de moindre tirant d'eau.
À la suite de la faillite du chantier Archambault Yachts en 2015, la construction a été reprise par le chantier BG Race.